# Révolte de Kronstadt
Guerre civile russe
La révolte des marins de Kronstadt, contre le pouvoir bolchevique se déroule en Russie soviétique en mars 1921.
Elle est le dernier grand mouvement contre le régime bolchevique, sur le territoire russe, pendant la guerre civile et la plus importante manifestation ouvrière d'opposition au communisme de guerre,.
En 1917, les marins de Kronstadt sont à l'avant-garde, « foyer le plus ardent de la révolution d'Octobre »,.
En 1921, les marins, soldats et ouvriers de Kronstadt, y compris de nombreux communistes déçus par la direction du gouvernement bolchevique, exigent une série de réformes et rejoignent les revendications des ouvriers de Petrograd en grève : élections libres et démocratiques des soviets, liberté de la presse et de réunion pour tous les citoyens, toutes les forces socialistes, suppression des réquisitions militaires et rétablissement du marché libre,.
Dénonçant la « dictature des commissaires bolcheviques  », les insurgés revendiquent la démocratie ouvrière et paysanne directe, jusqu’alors confisquée par le Parti communiste, : « Tout le pouvoir aux soviets et non aux partis ».
Isolée du continent, cette révolte spontanée débute le 1er mars 1921 et est écrasée militairement deux semaines plus tard, le 18 mars, par l'Armée rouge, sur ordre de Trotsky.
Au même moment se tient à Moscou le Xe congrès du Parti communiste de l'Union soviétique qui, comme en écho, accélère la mise en œuvre de la Nouvelle politique économique (NEP) qui remplace le « communisme de guerre ».

## Contexte historique

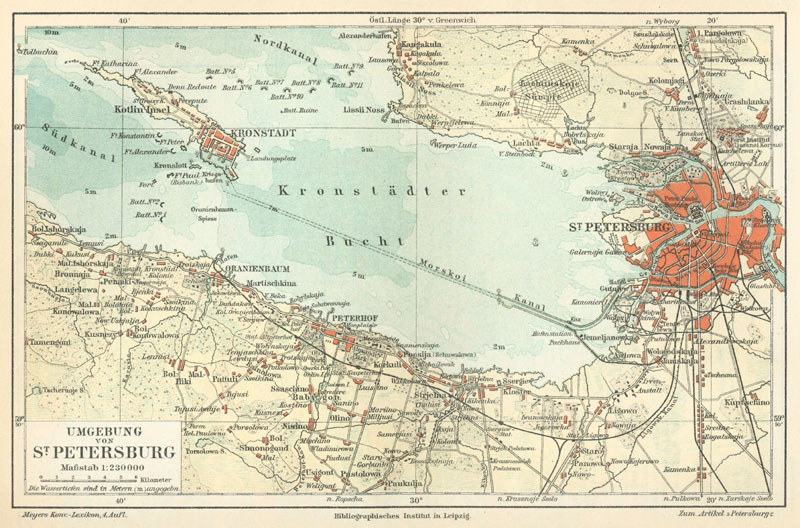
Carte de la baie de Saint-Pétersbourg (1888). En haut à gauche, l'ile de Kotline et la ville de Kronstadt.

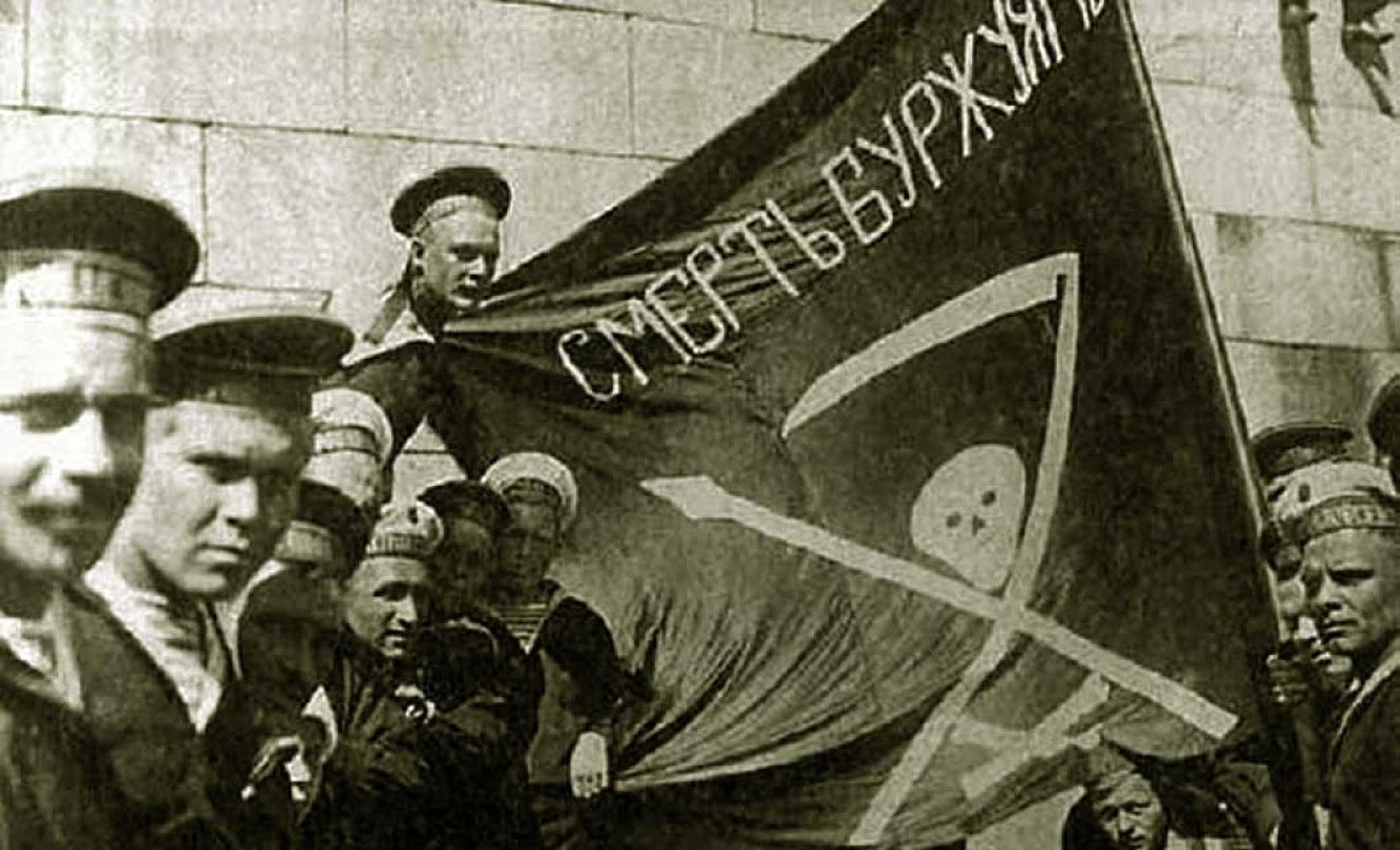
Mort aux bourgeois !
Marins de Kronstadt sur le cuirassé Petropavlovsk en été 1917.

Importante base navale russe, Kronstadt est une ville de garnison de la flotte de la Baltique sur l'île de Kotline, dans le golfe de Finlande, à 25 km de Pétrograd, dont elle constitue un poste de défense avancé. La forteresse est construite en 1703.
En 1921, la population de la ville comprend les marins de la flotte baltique, les soldats de la garnison, artilleurs pour la plupart, quelques milliers d'ouvriers occupés surtout dans les arsenaux militaires et de nombreux officiers, fonctionnaires, commerçants, artisans employés, etc. En tout quelque 50 000 habitants.
Souvent d'origine ouvrière, les marins de Kronstadt ont joué un rôle de tout premier plan dans les révolutions russes en 1905 et 1917,,,. Pendant la révolution d'Octobre, les marins sont considérés comme « l'honneur et la gloire de la révolution ».
En raison de leur histoire révolutionnaire, les habitants de Kronstadt sont très tôt partisans du « pouvoir aux conseils » (« Tout le pouvoir aux soviets locaux ! » ou, en 1921, « Tout le pouvoir aux soviets librement élus ») et forment, dès 1917, une commune libre relativement autonome par rapport à l'autorité centrale. Ils pratiquent une forme de démocratie directe à base d'assemblées ou de comités réunis place de l'Ancre, énorme espace public dans le centre de la forteresse, servant de forum populaire et pouvant contenir plus de 30 000 personnes.

### Situation militaire

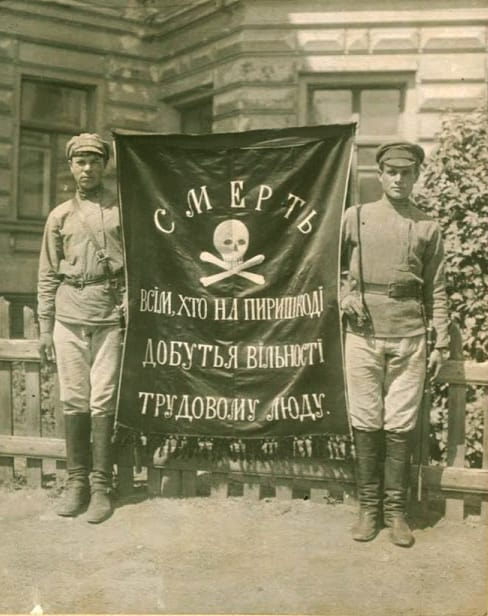
Mort à tous ceux qui s'opposent à la liberté des travailleurs !, le drapeau de la Makhnovchtchina.

En novembre 1920, après la défaite du général Wrangel en Crimée, la guerre civile russe touche à sa fin, les forces blanches sont réduites à quelques poches éliminées progressivement. Beaucoup d'anciens marins de Kronstadt reviennent à la base navale de leurs origines, tandis qu'à travers toute la Russie, les contraintes que la guerre civile expliquait deviennent insupportables.
À la fin de 1920 et au début de 1921, le pouvoir affronte une flambée de révoltes paysannes : les Aigles noirs (paysans tatars et bachkirs) de la province de Samara, les détachements anarchistes de Nestor Makhno en Ukraine, l'armée paysanne de l'ancien socialiste révolutionnaire Alexandre Antonov dans la province de Tambov. Les bolcheviques lancent alors de véritables expéditions militaires punitives, utilisant gaz asphyxiants et aviation, déportant les populations de centaines de villages. La résistance paysanne est vaincue avec l'arrivée, en 1921, d'une terrible famine qui ravage les régions de la Volga, où une grande sécheresse, endémique dans ces régions, aggrave les dégâts causés par des années de réquisition. Plus de cinq millions de personnes meurent de faim,.

### Situation économique et sociale
Au début de l'année 1921, le pays est ruiné par sept années de guerre. La démocratie prolétarienne dont ont rêvé les ouvriers en 1917 n'est plus qu'un souvenir. La révolution n'a apporté que le froid, la faim, le typhus et l'autoritarisme des bolcheviques qui dans les quelques fabriques qui fonctionnent encore, dans l'armée fatiguée par trois ans de guerre civile, imposent leur discipline de fer.
Dans les villes en proie à la famine, où la population a fortement diminué (en 1921, Moscou et Petrograd ont perdu la moitié de leur population par rapport à 1917), l'agitation ouvrière est endémique. En janvier-février 1921, les grèves et les marches de la faim se multiplient.

## Soutien de Kronstadt aux ouvriers de Pétrograd

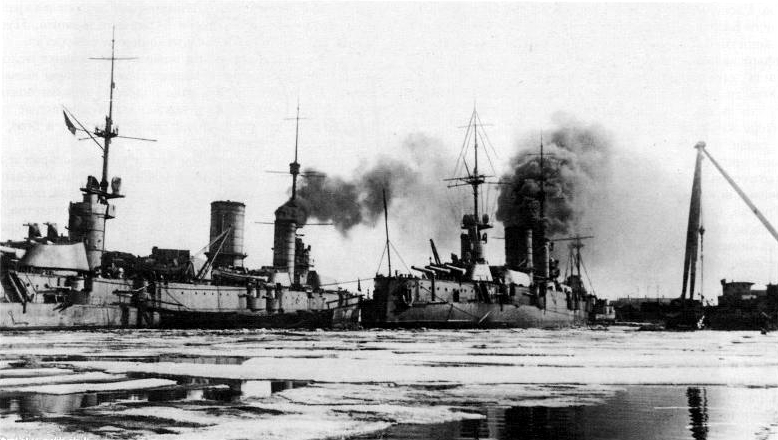
Le Petropavlovsk et le Sebastopol à Kronstadt en 1921.

En février 1921, à Pétrograd, où la population connaît régulièrement la famine, les ouvriers des principales usines se mettent en grève. Des meetings spontanés ont lieu le 22.
Le 24, une manifestation de 2 000 à 3 000 ouvriers se heurte à des détachements d'étudiants de l'Académie militaire, aspirants officiers dits « Koursanti ». Le même jour, le Soviet de Petrograd, dirigé par Grigori Zinoviev, proclame l'état de siège et décide le lock-out de centaines d'ouvriers, tandis que la Tchéka procède à des arrestations.
Le 26 février, la grève s'élargit. À partir du 27 février, un nombre considérable de proclamations sont diffusées qui demandent la libération de tous les socialistes emprisonnés, la fin de l'état de siège, la liberté de parole, de presse et de réunion pour tous ceux qui travaillent et la réélection libre des Comités d'usines et des représentants aux syndicats et aux Soviets. Notons qu'à partir de cette date, le Comité de défense de Petrograd autorise la population à chercher du ravitaillement à la campagne, annonce l’achat de charbon et de blé par le gouvernement, lève les barrages routiers et retire les détachements militaires des usines, ce qui fait cesser les grèves à Petrograd.
Le 26 février, informés des événements de Pétrograd, les équipages des navires de la marine soviétique Petropavlovsk et Sebastopol tiennent en urgence une réunion et décident d'envoyer une délégation de trente-deux marins qui, le 27 février, se rend à Petrograd, chargée de se renseigner et de faire un rapport à propos de la situation sur le continent. À leur retour, le 28, les délégués informent leurs camarades des grèves, lock-out, arrestations de masse et loi martiale.

### Revendications de Kronstadt

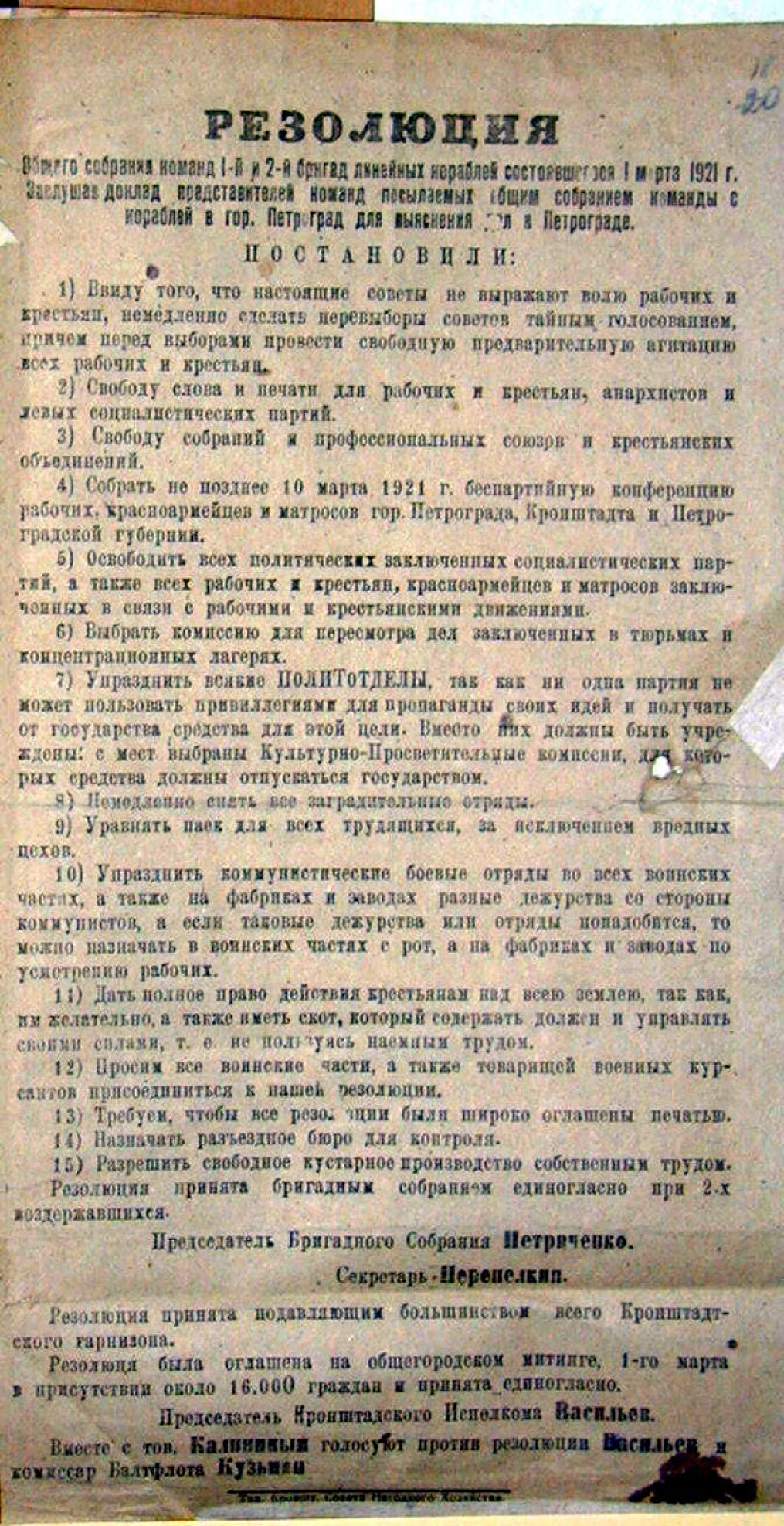
La résolution en 15 points du 28 février 1921.

Le 28 février, les équipages réunis sur le Petropavlovsk prennent connaissance du rapport de la délégation. Lors des débats animés qui suivent, les dirigeants communistes du Soviet de Kronstadt tentent en vain de bloquer l'adoption d'une résolution en 15 points qui sera rapidement soutenue par l'ensemble de la flotte et de la garnison,,,,, :

« Après avoir entendu les représentants des équipages qui ont été délégués par l'assemblée générale des bâtiments pour se rendre compte de la situation à Petrograd, cette assemblée prend les décisions suivantes :
1. Organiser immédiatement des réélections aux soviets avec vote secret et en ayant soin d'organiser une libre propagande électorale pour tous les ouvriers et paysans, vu que les soviets actuels n'expriment pas la volonté des ouvriers et des paysans ;
2. Accorder la liberté de la parole et de la presse pour les ouvriers et les paysans, pour les anarchistes et les partis socialistes de gauche ;
3. Donner la liberté de réunion et la liberté d'association aux organisations syndicales et paysannes ;
4. Organiser, pour le 10 mars 1921 au plus tard, une conférence sans-parti des ouvriers, soldats rouges et matelots de Pétrograd, de Kronstadt et du district de Pétrograd ;
5. Libérer tous les prisonniers politiques appartenant aux partis socialistes, ainsi que tous les ouvriers et paysans, soldats rouges et marins emprisonnés pour des faits en rapport avec des mouvements ouvriers et paysans ;
6. Élire une commission pour la révision des cas de ceux qui sont détenus dans les prisons ou les camps de concentration ;
7. VII. Supprimer tous les « politotdiel » [sections politiques du parti communiste], car aucun parti ne peut avoir de privilèges pour la propagande de ses idées ni recevoir de l'État des ressources dans ce but. À leur place, il doit être créé des commissions culturelles élues, auxquelles les ressources doivent être fournies par l'État ;
8. Supprimer immédiatement tous les « zagraditelnyé otriady » [détachements policiers en charge des barrages mais qui dérivèrent en extorsion] ;
9. Fournir, à tous les travailleurs une ration égale, à l'exception de ceux des métiers insalubres qui pourront avoir une ration supérieure ;
10. Supprimer les détachements de combat communistes dans toutes les unités militaires, et faire disparaître dans les usines et fabriques le service de garde effectué par les communistes. Si on a besoin de détachements de combat, les désigner par compagnie dans chaque unité militaire ; dans les usines et fabriques les services de garde doivent être établis conformément à l'avis des ouvriers ;
11. Donner aux paysans le droit de travailler leurs terres comme ils le désirent, ainsi que celui d'avoir du bétail, mais tout cela par leur propre travail, sans aucun emploi de travail salarié ;
12. Demander à toutes les unités militaires ainsi qu'aux camarades « koursanty » [Élèves-officiers] de s'associer à cette résolution ;
13. Exiger qu'on donne dans la presse une large publicité à toutes les résolutions ;
14. Désigner un bureau mobile de contrôle ;
15. Autoriser la production artisanale libre, sans emploi de travail salarié. »

Selon l'exégèse de ce texte, il ressort que ce programme est en deux parties, politique et économique. La plupart des revendications sont conformes à la constitution soviétique de 1918, qui ne fut jamais appliquée. La liberté de presse est réclamée. Le texte ne soutient que des partis de gauche, ce qui montre que ce n'est pas une révolte anti-communiste, à l'image de la révolte de Tambov.

### Comité révolutionnaire

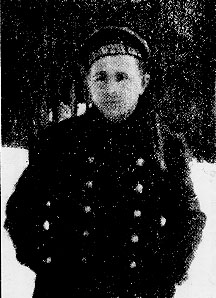
Stepan Petritchenko.

Le 1er mars, le président de l'Exécutif central panrusse Mikhaïl Kalinine et le Commissaire de la flotte baltique Nikolaï Kouzmine arrivent à Kronstadt. Le président du Comité exécutif du Soviet de Cronstadt, le communiste Vassilieff, convoque officiellement une réunion publique, place de l'Ancre, à laquelle assistent les représentants officiels en présence de 15 à 16 000 marins, soldats de l'Armée rouge et ouvriers, dont un nombre considérable de membres du parti communiste.
Les délégués envoyés à Pétrograd font leurs rapports. La résolution adoptée la veille sur le Petropavlovsk est présentée à l'assemblée. Lors du débat qui suit, Kalinine et Kouzmine attaquent la résolution, les grévistes de Pétrograd et les marins de Kronstadt. La résolution est mise aux voix et adoptée presque à l'unanimité, Kalinine, Kouzmine, Vasiliev et quelques autres votant contre,,,.
Le compte rendu de cette réunion est publié dans les Izvestia de Cronstadt, le 11 mars, et explique la façon dont y est constitué le Comité révolutionnaire provisoire.
Le 2 mars est convoquée une réunion de délégués des vaisseaux, des unités militaires, des ateliers et des unions professionnelles, à raison de deux par organisation (soit 303 délégués au total). La majorité des délégués n'appartient à aucun parti politique, un tiers est communiste.
Présidée par Stepan Petritchenko, l'assemblée élit, au scrutin public, un bureau de cinq membres. La parole est donnée au représentant communiste, le commissaire Kouzmine, lourd de menace : « Si les délégués veulent une lutte armée ouverte, ils l'auront. Car les communistes n'abandonneront pas le pouvoir bénévolement. Ils lutteront jusqu'au bout ». L'assemblée décide de la mise aux arrêts des deux commissaires (Kouzmine et Vassilieff), mais refuse l'arrestation des délégués communistes présents (peut-être un tiers) en raison de leur comportement loyal pendant la confrontation.
Ainsi, le 2 mars, sans qu'un seul coup de feu ne soit tiré, le pouvoir bascule à Kronsadt : « Le Comité révolutionnaire provisoire a le souci de ne pas verser de sang. Il a pris des mesures extraordinaires pour organiser dans la ville, la forteresse et les forts, l'ordre révolutionnaire. Le but du Comité révolutionnaire provisoire consiste à créer, par des efforts communs conjugués dans la ville et la forteresse, des conditions propices pour les élections régulières et loyales au nouveau soviet ».
Le 4 mars, en présence de 202 délégués et sur proposition de Petritchenko, le Comité révolutionnaire provisoire (CRP) est élargi à quinze membres par une élection à une écrasante majorité parmi les vingt candidats proposés aux votes, chargé de procéder à de nouvelles élections au Soviet et d'organiser la défense,.

### Pourquoi nous combattons

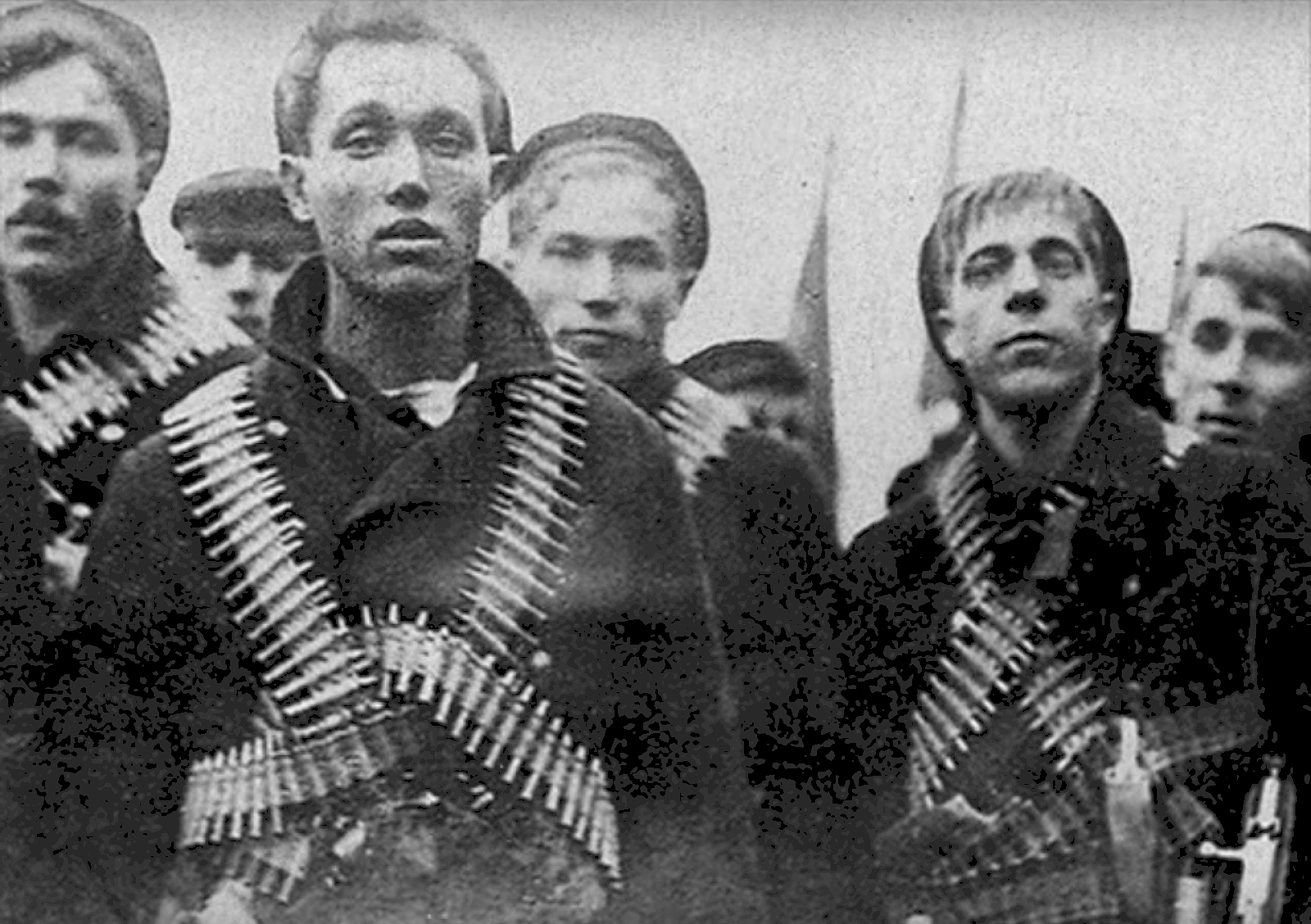
Marins de Kronstadt.

Le 6 mars, les insurgés envoient un message radio « aux ouvriers du monde entier », proclamant : « Nous sommes partisans du pouvoir des soviets, non des partis. Nous sommes pour l’élection libre de représentants des masses travailleuses. Les soviets fantoches manipulés par le Parti communiste ont toujours été sourds à nos besoins et à nos revendications ; nous n’avons reçu qu’une réponse : la mitraille […]. Camarades ! Non seulement ils vous trompent, mais ils travestissent délibérément la vérité et nous diffament de la façon la plus méprisable […]. À Cronstadt, tout le pouvoir est exclusivement entre les mains des marins, soldats et ouvriers révolutionnaires […]. Vive le prolétariat et la paysannerie révolutionnaire ! Vive le pouvoir des soviets librement élus ! ».
Le 8 mars, les insurgés de Kronstadt écrivent : « Il est clair que le parti communiste russe n'est pas le défenseur des travailleurs qu'il prétend être. Les intérêts des travailleurs lui sont étrangers. S'étant emparé du pouvoir, il n'a plus qu'une seule crainte : le perdre et c'est pourquoi il croit que tous les moyens lui sont bons : calomnie, violence, fourberie, assassinat, vengeance sur la famille des rebelles. […] Ici, à Cronstadt, nous avons posé la première pierre de la troisième révolution qui fera sauter les dernières entraves des masses laborieuses et ouvrira toute grande la voie nouvelle de la créativité socialiste. […] Sans coup férir, sans qu'une goutte de sang ait été versée, le premier pas a été franchi. Les travailleurs ne veulent pas de sang. Ils ne le verseront que réduits à l'autodéfense. […] Les ouvriers et les paysans ne cessent d'aller de l'avant, laissant derrière eux l'Assemblée constituante et son régime bourgeois, la dictature communiste, sa Tchéka et son capitalisme d'État ».

### Réorganisation de la commune de Kronstadt

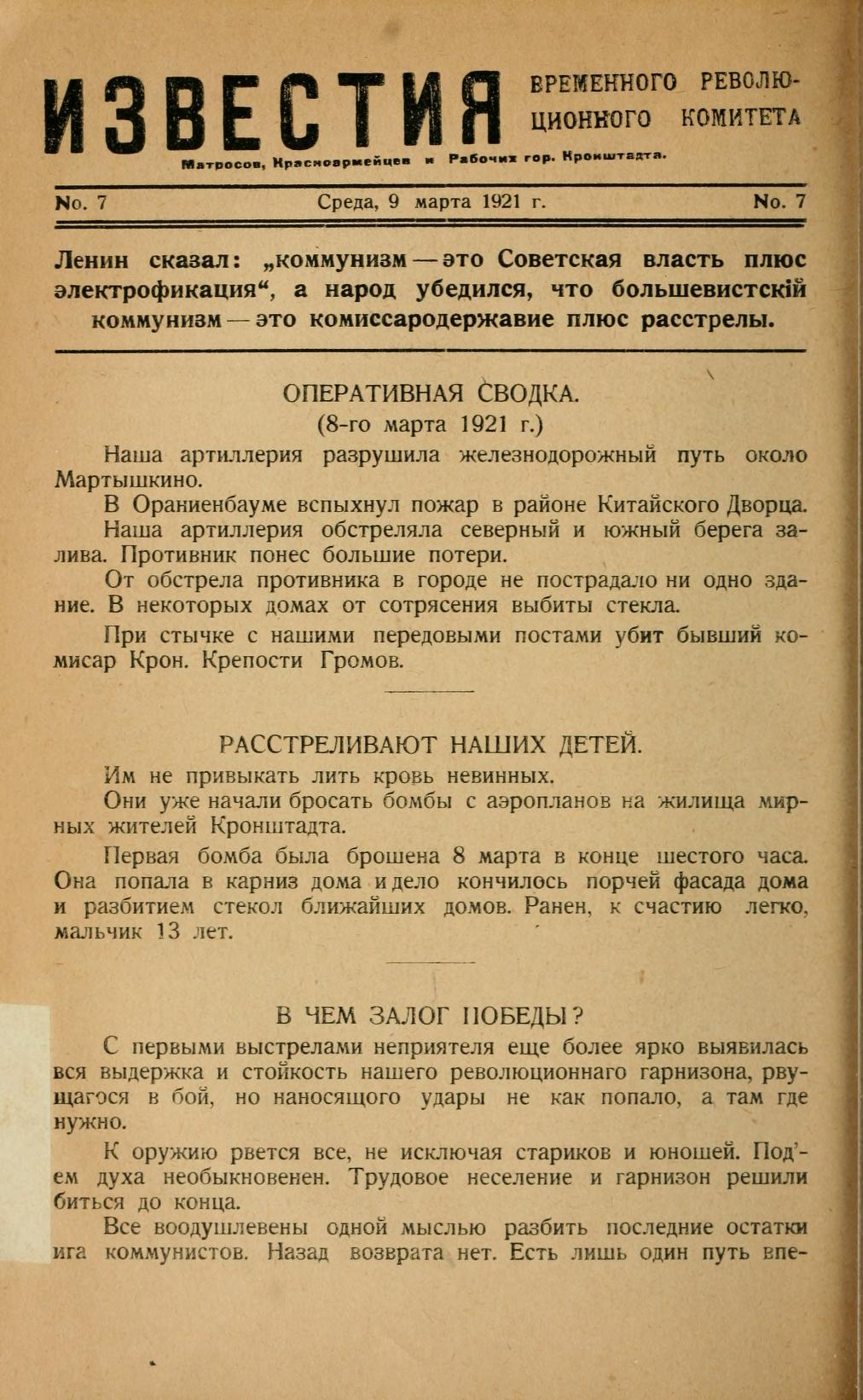
Izvestia du Comité révolutionnaire provisoire de Kronstadt (9 mars 1921).

Dès le début de la révolte, Kronstadt commença à se réorganiser de bas en haut. On procède à de nouvelles élections de comités syndicaux, et un Conseil des syndicats est formé. La conférence des délégués se réunit régulièrement (spécifiquement les 2, 4 et 11 mars) pour discuter des sujets concernant les intérêts de Kronstadt et la lutte contre le gouvernement bolchevique.
Le 3 mars, un journal quotidien est créé, les lzvestia du Comité révolutionnaire provisoire : « Le Parti communiste, maître de l'État, s'est détaché des masses et s'est montré incapable de tirer le pays du désarroi. Il [le Parti] ne compte plus depuis les troubles qui viennent de se produire à Petrograd et à Moscou qui démontrent clairement qu'il a perdu la confiance des masses ouvrières. Il ne tient aucun compte, non plus, des revendications ouvrières, car il croit que ces troubles ont pour origine des menées contre-révolutionnaires. Il se trompe profondément. »

### Attitudes des communistes de Kronstadt
Dès avant les événements, le parti bolchevik subit une érosion importante dans ses rangs : de mars 1920 à décembre 1920, les effectifs passent de 5 630 membres à 2 228.
Le 3 mars, un Bureau provisoire de l'organisation de Kronstadt du Parti communiste russe (RKP) est formé, dirigé par des vétérans bolcheviks. Dans un appel spécial, celui-ci demande aux communistes locaux de ne pas saboter les efforts du Comité révolutionnaire, mais de rester à leur poste et d'appuyer les nouvelles élections au Soviet. Par la suite, avec les démissions démonstratives de 497 communistes (ou 780), l'emprisonnement de 327 membres et la fuite de plusieurs centaines d'autres sur le continent, l'organisation du parti de Kronstadt cesse d'exister, même en tant que groupe d'opposition.

### Réponses du gouvernement bolchevique
Dès le 2 mars, une ordonnance du Conseil du travail et des défenses (l'ancien Conseil de défense), signé par Lénine et Trotski, évoque « la mutinerie de l'ancien général Kozlovski ». Le 3 mars, les Izvestia de Petrograd identifie Kozlovski comme « le disciple de Ioudenitch, Kolchak et autres généraux monarchistes ». Une intense campagne de propagande est lancée pour isoler les marins. Le 4 mars, le blocus de Kronstadt est effectif.
Le même jour depuis Petrograd, Zinoviev exige la reddition inconditionnelle des insurgés : « Vous êtes cernés de tous côtés. Quelques heures passeront encore et vous serez obligés de vous rendre. Kronstadt n'a ni pain ni combustible. Si vous vous obstinez, on vous tuera comme des perdrix. »,
Le 5 mars, dans un ultimatum, les autorités affirment que la révolte « a été assurément préparée par le contre-espionnage français », que les marins sont « les dupes d'un complot blanc » et que la résolution du Petropavlovsk est une résolution des socialistes-révolutionnaires de droite et des réactionnaires. Il ajoute que la révolte est organisée par d'anciens officiers tsaristes menés par le général Mikhaïl Timofeevitch Kozlovski — lequel s’est en fait rallié à l’Armée rouge (et, ironiquement, a été placé dans la forteresse en tant que spécialiste artilleur par Trotski).
Agissant en tant que président du Conseil militaire révolutionnaire de l'armée et de la marine de la République (RVSR), Trotski commande la réforme et la mobilisation de la VIIe armée « pour supprimer le soulèvement dans Kronstadt, le plus rapidement possible » ; « Seuls ceux qui se rendront sans condition pourront compter sur l'indulgence de la République soviétique. En même temps je donne l'ordre de réprimer la mutinerie et de maîtriser les mutins par la force des armes. Cet avertissement est sans appel ».

## Répression
Tandis que le 2 mars marque le début « officiel » de la révolte armée de Kronstadt, les bolcheviks commencent les opérations militaires le 7 mars à 18 h 45 : 50 000 soldats de l'Armée rouge partent à l'assaut des 15 000 soldats et marins insurgés.
Les troupes d'assaut sont commandées par un ex-officier tsariste, le général Mikhaïl Toukhatchevski (le même qui liquidera quelques mois plus tard les paysans de Tambov). Il teste à Kronstadt ses méthodes expéditives en donnant l'ordre d'« attaquer les navires de guerre Petropavslovsk et Sébastopol avec des gaz asphyxiants et des obus chimiques ».
Le 8 mars, les Izvestia de Kronstadt publient une proclamation du Comité révolutionnaire provisoire : « Le premier coup de feu vient d'être tiré. Plongé jusqu'à la ceinture dans le sang fraternel des travailleurs, le feld-maréchal Trotski a le premier tiré sur Kronstadt révolutionnaire, qui s'est levé contre le pouvoir communiste pour le rétablissement du vrai pouvoir des Soviets ».
Au terme de dix jours de combats acharnés, du 8 au 18 mars 1921, la commune de Kronstadt est écrasée,.
La raison de la précipitation du pouvoir à écraser la révolte au détriment de la négociation est strictement d'ordre militaire : en mars le printemps commence à réchauffer la glace, dans quelques jours elle sera trop mince et les chevaux ne passeront plus. La forteresse réputée imprenable allait redevenir une île. Il est inenvisageable, pour les responsables militaires bolcheviques, de prendre le risque de laisser la forteresse faire sécession et servir d'ancrage durable et déterminant pour des forces jugées par eux comme « contre-révolutionnaires ». La crainte à la suite du dégel était que les marins de Kronstadt puissent recevoir des soutiens par voie navale.

### Tentatives de négociations (demandées au gouvernement bolchevique)
Le 5 mars, soit deux jours avant que le bombardement de Kronstadt commence, un groupe d'anarchistes menés par Emma Goldman et Alexandre Berkman se proposent comme intermédiaires pour faciliter les négociations entre rebelles et gouvernement (l'influence des anarchistes a été importante dans Kronstadt entre 1917 et 1921). Mais ce geste est ignoré par les bolcheviks. Quelques années plus tard, Victor Serge reconnaît que « même quand le combat avait commencé, il aurait été facile d'éviter tout cela : il était seulement nécessaire d'accepter la médiation offerte par les anarchistes (notamment Emma Goldman et Alexandre Berkman) qui avaient des contacts avec les insurgés. Pour des raisons de prestige et par un excès d'autoritarisme, le Comité central refusera cette possibilité. »
Le 6 mars, le Soviet de Pétrograd suggère qu'une délégation de membres du Parti et de non-affiliés (mais membres du Soviet) visite Kronstadt. Cette proposition n'est pas retenue par le gouvernement. Les rebelles, réservés quant au véritable statut des délégués non-affiliés, demandent que l'élection de la délégation ait lieu dans les usines, en la présence d'observateurs venus de Kronstadt : cette demande reste sans réponse, le Parti craignant que des observateurs indépendants ne rapportent la réalité d'une révolte populaire à Kronstadt et n'exposent ainsi les propos mensongers de la propagande officielle au sujet de Kronstadt, rendant une intervention armée beaucoup plus hasardeuse. Une délégation envoyée par Kronstadt pour expliquer les demandes au Soviet de Pétrograd est directement envoyée dans les prisons de la Tchéka.
La décision d'attaquer Kronstadt est déjà prise. Se basant sur des documents des archives soviétiques, l'historien allemand Israel Getzler (de) précise que le « 5 mars, sinon plus tôt, les chefs soviétiques avaient décidé d'écraser Kronstadt. Ainsi, dans un câble à [un] membre du Conseil du travail et de la défense de ce jour, Trotski avait insisté sur le fait que « seule la prise de Kronstadt mettra un terme à la crise politique dans Pétrograd » ».

### Refus de négociations par les bolcheviks

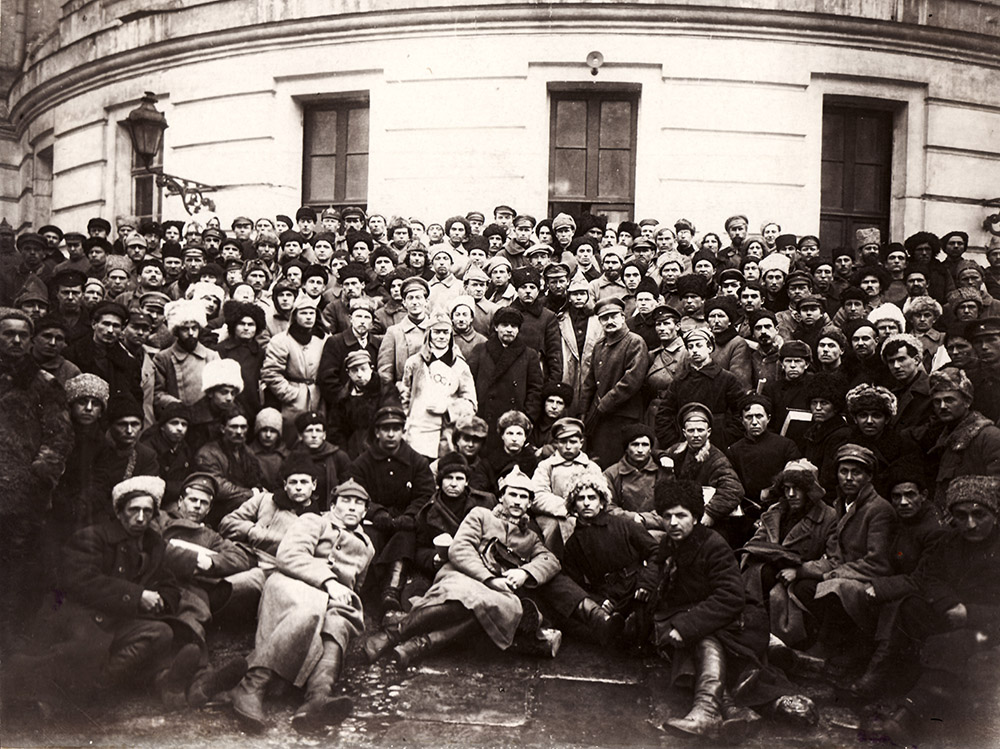
Lénine, Vorochilov et Trotski parmi les soldats et délégués du Xe congrès du Parti communiste de l'Union soviétique.

Du 8 au 16 mars 1921 se tient, à Moscou, le Xe congrès du Parti communiste de l'Union soviétique. Trois questions fondamentales sont à l'ordre du jour : le rôle des syndicats dans le système soviétique, la politique à adopter dans les campagnes, en considérant que la situation d'urgence de la période de guerre civile avait réduit la production à la moitié de celle de 1913 et enfin l'abolition des courants à l'intérieur du parti.
Pour les bolcheviks, la victoire de l'insurrection de Kronstadt ne peut que conduire à brève échéance à la victoire de la contre-révolution, indépendamment des idées qui peuvent être présentes dans la tête des marins révoltés.
Mais si, pour Lénine et les bolcheviks, l'insurrection risque de conduire à la contre-révolution, elle est aussi le signe que le pays est épuisé par huit années de guerre et de guerre civile. Il déclare le 8 mars : « tant que la révolution n'a pas éclaté dans d'autres pays, il nous faudra des dizaines d'années pour nous en sortir ». Maintenant que les Armées blanches sont défaites, il estime qu'il faut en finir avec le « communisme de guerre ». Le 15 mars, il propose au congrès de remplacer la réquisition par un impôt en nature, laissant libre le paysan de vendre le reste de la récolte : « il faut accorder la liberté d'échange sous peine de voir le pouvoir soviétique renversé, puisque la révolution mondiale tarde. » C'est le premier pas de la NEP.
Alexandre Berkman estime dans La Tragédie russe (p. 62), que le gouvernement communiste « ne faisait aucune concession au prolétariat, alors qu'en même temps ces mêmes autorités offraient de se compromettre avec les capitalistes de l'Europe et de l'Amérique. » (à travers notamment la mise en place de la NEP, associée au capitalisme d'État).

### L'isolement de Kronstadt
Le 2 mars, le Comité révolutionnaire de Kronstadt envoie une trentaine de délégués pour distribuer, sous forme de tracts, le texte de la résolution. Ils sont, dès leur arrivée, arrêtés par la Tcheka. Condamnés, ils seront fusillés deux semaines plus tard dans le cadre de la répression de l'insurrection.
Isolée, et pénalisée par les conditions politiques autoritaires et la famine, la révolte ne reçoit aucun appui externe. Les ouvriers de Pétrograd sont bloqués en vertu d'une loi martiale et ne peuvent donc pas grand-chose, et aucune action n'est entreprise pour soutenir Kronstadt.

### Attaques de Kronstadt par l'Armée rouge
Le premier assaut, le 7 mars, est un échec. Encadrés par des troupes spéciales de la Tchéka, les soldats de l'Armée rouge, sous les ordres de Mikhaïl Toukhatchevski, doivent attaquer sur plusieurs kilomètres de glace, sous les obus et la mitraille. Des grappes entières de soldats périssent noyés dans l'eau glacée ; percés par les obus, des régiments s'affolent et se débandent. « Après que le Golfe eut avalé ses premières victimes, » l'historien Paul Avrich relève que « certains des soldats rouges, y compris un corps de Peterhof Kursanty, commencèrent à passer aux insurgés. D'autres refusèrent d'avancer, malgré les menaces des canonnières à l'arrière qui eurent ordre de tirer sur les hésitants. Le commissaire du groupe nord signala que ses troupes voulurent envoyer une délégation à Kronstadt pour connaître les demandes des insurgés ». L'historien trotskiste Jean-Jacques Marie conteste cette version ; il attribue la menace de tirer sur les hésitants à Pétritchenko, et relève que les régiments qu'il cite n'arrivent sur place que le lendemain.
Le 8 mars marque une pause, c'est l'ouverture du Xe congrès du parti bolchevik à Moscou (il dure jusqu'au 16) : l'ensemble des tendances du parti, divisé sur le communisme de guerre, soutiennent la répression, y compris l’Opposition ouvrière dirigée par Alexandra Kollontaï.
Le 10 mars, une nouvelle attaque est repoussée avec d'importantes pertes pour l'Armée rouge.
La nuit du 16 au 17 mars, « la troïka extraordinaire d'Aleksei Nikolaev » arrête plus de 100 meneurs de l'insurrection, dont 74 sont publiquement abattus. L'assaut final a lieu le 17 et, une fois les forces bolcheviques entrées finalement dans la place, « les troupes attaquantes prendront vengeance pour leurs camarades tombés dans une orgie de sang ». Après dix jours de constantes attaques, la révolte de Kronstadt est finalement écrasée par l'Armée rouge.

### Bilan de la répression
Les équipages du Petropavlovsk et du Sébastopol combattent jusqu'au dernier, de même que les cadets de l'école de mécanique, du détachement de torpilles et de l'unité des communications. Un communiqué statistique de la section spéciale de la Troïka extraordinaire du 1er mai déclare que 6 528 rebelles ont été arrêtés, 2 168 exécutés (un tiers), 1 955 condamnés au travail obligatoire (dont 1 486 pour cinq années), et 1 272 libérés. Les familles des rebelles sont déportées en Sibérie, considérée comme « seule région appropriée » pour elles.
Les pertes bolcheviques sont estimées à plus de 10 000 morts, blessés et disparus. Aucun chiffre fiable sur les rebelles tués, exécutés par la Tchéka ou plus tard ou déportés dans des camps de prisonniers n'est disponible.
Nicolas Werth indique que la répression a fait des milliers de victimes : pour les seuls mois d'avril-juin 1921, il y eut 2 103 condamnations à mort et 6 459 condamnations à des peines de prison ou de camp. Jean-Jacques Marie évoque 2 168 fusillés.
Après l'écrasement de la révolte, 4 836 marins de Kronstadt sont arrêtés et transférés en Crimée ou dans le Caucase. Lénine ordonne le 19 avril qu'ils soient finalement envoyés dans des camps de travail obligatoire (futurs camps du Goulag) des régions d'Arkhangelsk, de Vologda et de Mourmansk.
Huit mille marins, soldats et civils s'échappent vers la Finlande en marchant sur la glace. Un an après les faits, Moscou annonce une amnistie pour les « coupables ». Certains des réfugiés en Finlande y croient. À peine rentrés, ils sont expédiés en camp.
Selon Victor Serge : « Ce massacre prolongé est dirigé ou autorisé par Dzerjinski […] les responsabilités du Comité central bolchevique eussent été énormes […] la répression qui suivit fut inutilement barbare […] l'établissement de la Tchéka (devenue plus tard le Guépéou) avec ses méthodes d'inquisition secrète, fut de la part des dirigeants de la révolution une lourde erreur incompatible avec la mentalité socialiste. ».

### Épilogue
Le gouvernement bolchevique réorganise la forteresse. Alors qu'il a maté la révolte au nom du « pouvoir aux soviets », le commandant militaire nouvellement désigné pour Kronstadt abolit le soviet local et réorganise la forteresse « avec l'aide d'une troïka révolutionnaire » (c'est-à-dire un comité de trois hommes spécialement désignés). Le journal de Kronstadt est renommé Krasnyi Kronchtadt (Kronstadt rouge) ; il annonce dans son éditorial que « les dispositifs fondamentaux » de Kronstadt sont ramenés à la « dictature du prolétariat », alors que leurs « phases initiales » ont été simplement faites de « restrictions à la liberté politique, de terreur, centralisme, discipline militaire et direction de tous des moyens et des ressources vers la création d'un appareillage offensif et défensif d'État ».
Les vainqueurs entreprennent d'éliminer toutes les traces de la révolte, la place de l'Ancre devenant « place de la Révolution » et les cuirassés rebelles Petropavlovsk et Sébastopol étant rebaptisés respectivement Marat et Commune de Paris.
Si les revendications économiques de Kronstadt sont partiellement adoptées par la mise en œuvre de la Nouvelle politique économique, le gouvernement ne cède rien sur le plan politique. Au contraire, il élimine les oppositions internes et externes. Après le Xe congrès du Parti communiste de l'Union soviétique, le droit de tendance est supprimé tandis que les autres groupes de gauche, socialistes-révolutionnaires ou anarchistes, sont emprisonnés ou contraints à l'exil. À la fin de 1921, la dictature bolchevique est finalement consolidée.

## Analyses et polémiques
Ces événements et leur interprétation sont un objet de désaccord au sein des mouvements révolutionnaires. À l'époque des faits, le débat a opposé les socialistes-révolutionnaires et les anarchistes aux bolcheviks. Les premiers considéraient la révolte de Kronstadt comme l'amorce d'une « troisième révolution » légitime et émanant du peuple, pouvant déboucher sur une démocratie directe communaliste et fédérale, et les derniers la présentaient comme « bourgeoise » et risquant de déboucher sur une invasion des Armées blanches.
Quelques faits sont établis : l'absence de véritables négociations avec les insurgés avant l'assaut ; les mensonges sur la nature et les organisateurs de l'insurrection et la sauvagerie de la répression. Par ailleurs, il est difficile d'imaginer pour le pouvoir bolchevique, aux portes de Pétrograd, une citadelle autonome pouvant rallumer la flamme de dizaines de soulèvements paysans et obligée pour survivre d'être ravitaillée par l'étranger.

### Rôle de Trotski
Trotski est fortement critiqué pour son rôle dans la répression de Kronstadt, mais s'en défend dans un article de 1938.
Pour Trotski, ce soulèvement est marqué par le caractère réactionnaire et petit-bourgeois des participants socialistes-révolutionnaires et anarchistes. Selon lui, les chefs révolutionnaires de toutes tendances qui ont mené le soulèvement de 1917 et qui ont fait la réputation révolutionnaire de la ville ont été envoyés aux quatre coins de la Russie pour les besoins de la Révolution, et il écrit : « les marins qui étaient restés dans le Cronstadt « en paix » jusqu'au début de 1921 sans trouver d'emploi sur aucun des fronts de la guerre civile, étaient en règle générale considérablement au-dessous du niveau moyen de l'Armée rouge, et contenaient un fort pourcentage d'éléments complètement démoralisés qui portaient d'élégants pantalons bouffants et se coiffaient comme des souteneurs ».
Et il poursuit « La démoralisation sur la base de la famine et de la spéculation avait de façon générale terriblement augmenté vers la fin de la guerre civile. Ce qu'on appelait le « mechotchnitchestvo » (« le petit marché noir ») avait revêtu le caractère d'un fléau social qui menaçait d'étrangler la révolution. Et, à Cronstadt particulièrement, garnison qui était oisive et vivait sur son passé, la démoralisation avait atteint des proportions très importantes. Quand la situation devint particulièrement difficile dans Petrograd affamée, on examina plus d'une fois, au Bureau politique, la question de savoir s'il ne fallait pas faire un « emprunt intérieur » à Cronstadt, où restaient encore d'importantes réserves de denrées variées. Mais les délégués des ouvriers de Petrograd répondaient : « Ils ne nous donneront rien de plein gré. Ils trafiquent sur les draps, le charbon, le pain. A Cronstadt aujourd'hui, toute la racaille a relevé la tête ». Telle était la situation réelle, sans les doucereuses idéalisations faites après coup. […] Il faut ajouter encore que s'étaient réfugiés dans la flotte de la Baltique, en se portant « volontaires », des marins lettons et estoniens qui craignaient de partir au front et cherchaient à revenir dans leurs patries bourgeoises, la Lettonie et l'Estonie. Ces éléments étaient résolument hostiles au pouvoir soviétique et ont bien manifesté cette hostilité pendant les journées de l'insurrection de Cronstadt. Et, en même temps, des milliers et des milliers d'ouvriers lettons, surtout d'anciens manœuvres, faisaient preuve, sur tous les fronts de la guerre civile, d'un héroïsme sans précédent… On ne peut mettre dans le même sac ni tous les Lettons ni tous ceux de Cronstadt. Il faut savoir opérer les différenciations politiques et sociales ».
À propos des conséquences qu'aurait entraînées ce soulèvement, Trotski ajoute : « Les soviets dominés par les socialistes-révolutionnaires et les anarchistes ne pouvaient servir que de marchepieds pour passer de la dictature du prolétariat à la restauration capitaliste. Ils n'auraient pu jouer aucun autre rôle, quelles qu'aient été les « idées » de leurs membres. Le soulèvement de Cronstadt avait ainsi un caractère contre-révolutionnaire ».
Dans sa version des faits, Trotski a donc choisi l'affrontement plutôt que de voir s'étendre « l'ennemi » ou « l'ennemi intérieur » dans le Nord du pays et risquer encore plus de dégâts. Selon lui, l'intérêt de la bourgeoisie russe était de faire entrer les armées « alliées » et blanches pour reprendre le pouvoir d'où elle avait été chassée quatre ans plus tôt par la révolution[réf. nécessaire].

### Voix discordantes
Pour Victor Serge, « Avec bien des hésitations et une angoisse inexprimable, mes amis communistes et moi, nous nous prononcions finalement pour le parti. Voici pourquoi. Kronstadt avait raison. Kronstadt commençait une nouvelle révolution libératrice, celle de la démocratie populaire. « La troisième révolution » disaient certains anarchistes bourrés d’illusions enfantines. Or, le pays était complètement épuisé, la production presque arrêtée, il n’y avait plus de réserve d’aucune sorte plus même de réserve nerveuse dans l’âme des masses. Le prolétariat d’élite, formé par les luttes de l’ancien régime, était littéralement décimé. Le parti, grossi par l’afflux des ralliés au pouvoir, inspirait peu de confiance. Des autres partis ne subsistaient que des cadres infimes, d’une capacité plus que douteuse. […] Si la dictature bolchevik tombait, c’était à brève échéance le chaos, à travers le chaos la poussée paysanne, le massacre des communistes, le retour des émigrés et finalement une autre dictature anti-prolétarienne par la force des choses. »,
Pour Ida Mett en 1938, les insurgés de Cronstadt « en formulant des revendications démocratiques » mettent en lumière le fait que « la dictature bolchéviste viola dès le début cette Constitution votée le 10 juillet 1918 par le Ve congrès panrusse des soviets et dont les articles 13, 14, 15 et 16 accordaient les libertés démocratiques (de conscience, de réunion, d'union et de presse) aux travailleurs, ce qui enlevait tout droit aux privilèges à tout groupe ou parti (art. 22 et 23) » et « Il faut admettre que ce parti n'était plus ni révolutionnaire, ni prolétarien et c'est ce que les Cronstadiens lui ont reproché. Leur mérite est justement de l'avoir dit en 1921, quand il était encore temps de redresser la situation et non d'avoir attendu 15 années, quand la défaite fut définitive. »
Pour le communiste Ante Ciliga en 1938, « La résolution de Cronstadt se prononçait pour la défense des travailleurs, non seulement contre le capitalisme bureaucratique d'État, mais aussi contre la restauration du capitalisme privé. »,
En 1938, une polémique oppose Léon Trotski et Emma Goldman, le premier assumant les positions du Parti bolchevik en 1921 et la seconde assurant que Trotski, alors proscrit par le stalinisme, ne pouvait à la fois se présenter comme le seul véritable héritier de Lénine et du léninisme et refuser de rendre des comptes sur ce qu’il a fait (ou approuvé) lorsqu’il était au pouvoir.
Pour Voline, dans son ouvrage La Révolution inconnue (1947), « Lénine n'a rien compris — ou plutôt n'a rien voulu comprendre — au mouvement de Cronstadt. L'essentiel pour lui et pour son parti était de se maintenir au pouvoir, coûte que coûte. […] Le sens profond qui se dégageait de ces événements, était la nécessité pour le parti de réviser le principe de la dictature ; la nécessité pour la population laborieuse de jouir de la liberté de discussion et d'action ; la nécessité pour le pays de l'élection libre des Soviets. Les bolcheviks se rendaient parfaitement compte que la moindre concession dans ce sens porterait un coup décisif à leur pouvoir. Or, pour eux, il s'agissait surtout et avant tout de conserver ce pouvoir en entier. »
Pour l'historien Paul Avrich en 1970, même si Kronstadt n'est pas tout fait la pure révolution libertaire levant un étendard sans tache contre la dictature des bolcheviks, les arguments de Trotski justifiant la répression en s'appuyant sur la composition sociale de la garnison (les marins d'origine ouvrière ont été remplacés par d'autres d'origine paysanne) ne paraît pas significative, les marins ouvriers se comportant de la même manière que les paysans incorporés. Par ailleurs, il est inexact d'affirmer, comme le font les bolcheviks, que la révolte a été utilisée voire suscitée par les émigrés blancs ou les gouvernements occidentaux. En réalité, aucun parti, aucune organisation, et pas même les anarchistes, n'est à l'origine d'un mouvement spontané, résultat des violentes tensions entre les masses ouvrière et paysanne et l'État. Mais, si l'agitation ouvrière et la révolte des marins prouvent qu'en 1921 la rupture est consommée entre le pouvoir bolchevik et les masses populaires, elles ne prouvent pas que le prolétariat de l'époque, décimé par la guerre civile et décomposé par le chômage, soit en mesure de substituer son pouvoir direct à la dictature des bolcheviks et de faire face à la contre-révolution.
En 2014, Olivier Besancenot et Michael Löwy, tous deux issus d’un courant trotskiste, écrivent : « L’écrasement des marins de Kronstadt n’était pas « une tragique nécessité », mais une erreur et une faute. » Propos importants pour qui ne souhaite pas « refaire l’histoire » mais « tirer les conséquences de cet événement pour préparer l’avenir ».

### Kronstadt et l’émigration
Selon l’analyse de Lénine et Trotski, la répression de la révolte de Kronstadt était nécessaire car il n’existait pas de troisième voie entre les bolcheviks et les Armées blanches. Quels que soient les sentiments des marins révoltés, il semble que cette analyse ait été partagée par les milieux monarchistes russes. Le prince Lvov a ainsi reçu un télégramme indiquant : « Félicitations, les soviets sont tombés. » ; le journal cadet de Milioukov, Poslednie Novosti, écrit que l’insurrection de Kronstadt a « suscité un vif intérêt dans les cercles financiers et boursiers français ». Tseidler, représentant de la Croix-Rouge à Helsinki écrit que « bien qu’ils se considèrent comme socialistes, les insurgés reconnaissent la propriété privée ».
Les milieux monarchistes ont tenté de venir matériellement en aide aux insurgés. Le Centre national, qui devait en 1919 constituer un gouvernement blanc en cas de victoire du général blanc Ioudenitch, cherche à rassembler des fonds pour soutenir les insurgés. Victor Tchernov, dirigeant démocrate des socialistes-révolutionnaires, adresse ses « salutations fraternelles » et propose de « venir en personne pour placer mes forces et mon autorité au service de la révolution du peuple ». Le 9 mars au soir, une délégation arrive à Kronstadt pour apporter une aide humanitaire, composée du baron Vilken, ancien commandant du Sébastopol (suscitant la colère des anciens marins de ce bâtiment), le général Iavit, le colonel Bounakov, représentant du grand prince Nicolas Nicolaievitch Romanov, Saliari, le chef du service de renseignement de l’État-major finlandais, Guerman, membre d’une organisation monarchique clandestine, etc. Le comité révolutionnaire accepte leur aide, mais ne recevra que 13 quintaux de blé. Des fonds sont collectés par l’Union des commerçants et des industriels. D'après Stepan Petrichenko, président du Comité révolutionnaire provisoire de Kronstadt, l'aide était livrée par la Croix-Rouge russe résidant en Finlande et ce à titre « philanthropique ».

### Bibliographie

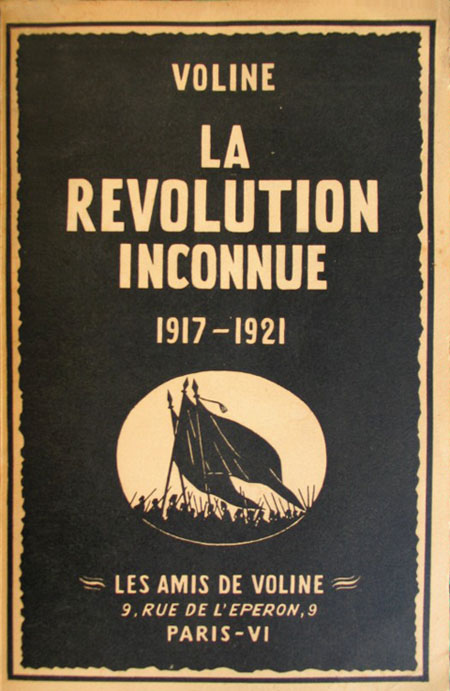
Voline, La Révolution inconnue, 1947.